# Festival de Tanglewood
Festival de Tanglewood (en inglés: Tanglewood Music Festival) es un festival de música clásica, que se celebra cada año en verano desde 1936 en  en Tanglewood, Lenox (Massachusetts) en la zona de las colinas en Berkshire al oeste de estado de Massachusetts, a 120 millas de Boston.
El festival consiste en una serie de conciertos sinfónicos, música de cámara, coral, teatro, jazz y otras manifestaciones culturales. Es la sede veraniega de la célebre Orquesta Sinfónica de Boston, principal orquesta ejecutante. El terreno original fue donado por la familia Tappan, donde se edificó la platea original para 5000 personas. Se trata de uno de los más importantes festivales musicales de verano de Estados Unidos y del mundo.

## Historia

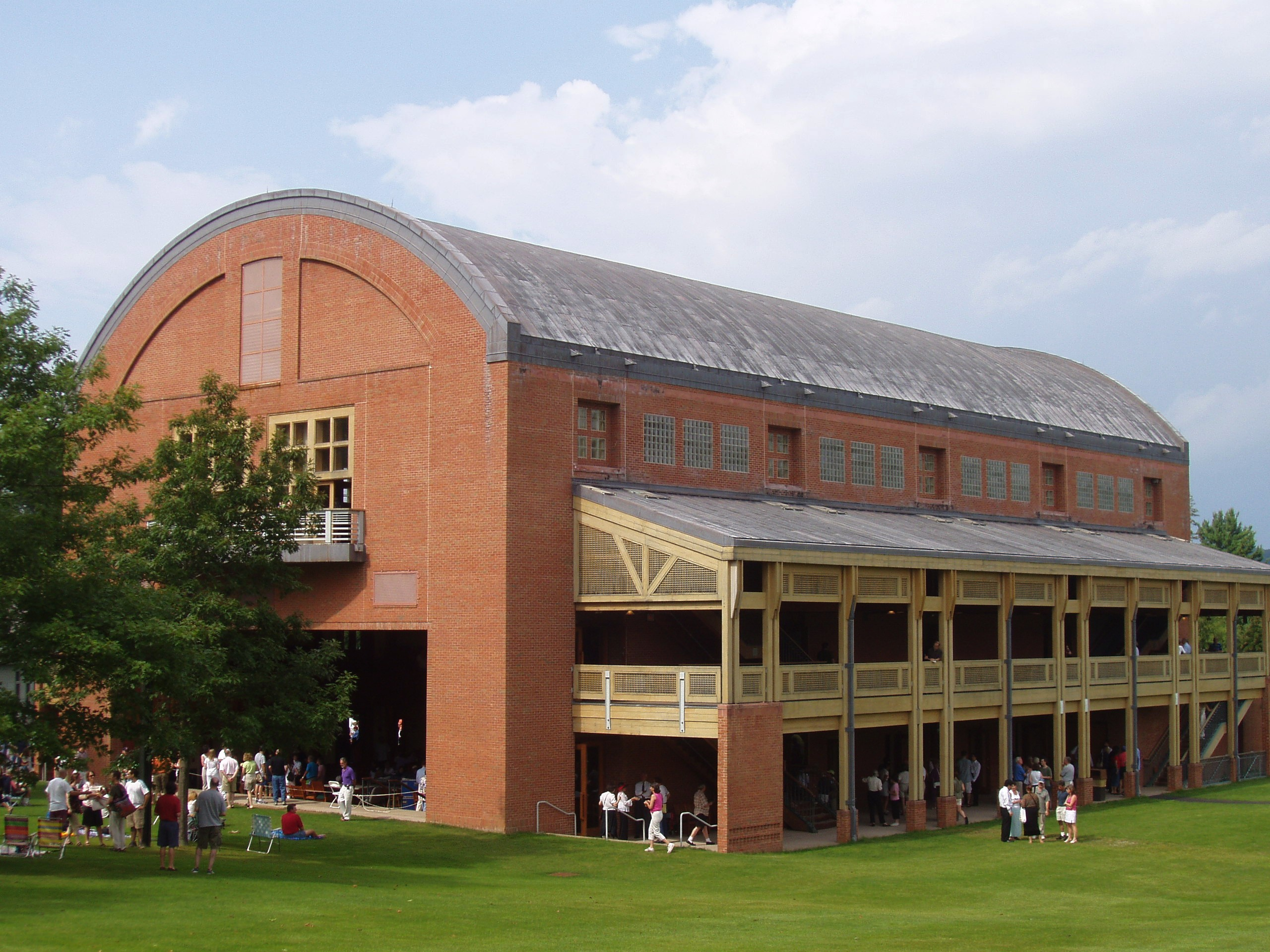
Teatro cubierto Seiji Ozawa, 1994.

El festival fue fundado el 13 de agosto de 1936 con la participación del director Sergei Koussevitzky (ver Fundación Koussevitzki) y la Orquesta de Boston en una carpa albergando 15.000 personas. En 1938 se construyó un edificio y en 1995 se inauguró la carpa acústica hoy llamada "Serge Koussevitsky". En 1994 se adjuntó un teatro cerrado llamado "Seiji Ozawa".
Los directores del festival han sido Serge Kousseviztky, Charles Munch, Leonard Bernstein, Seiji Ozawa (director entre 1973-2002) y James Levine (2002-actualidad)
El festival atrae a más de 350,000 espectadores anualmente donde actúan muchas de las grandes estrellas de la música clásica como Yo Yo Ma, Anne Sofie von Otter, Pinchas Zukerman, Frederica von Stade, Joshua Bell ofreciendo un programa de compositores en residencia donde participaron grandes nombres como ser Aaron Copland, Osvaldo Golijov y Thea Musgrave.
El festival de música clásica se desarrolla durante junio y julio sucediéndose el de jazz en agosto y septiembre.